# Lilla Dan
Lilla Dan er en tomastet topsejlsskonnert bygget i 1951 på Ring Andersen Træskibsværft i Svendborg. Hun sejlede igennem 20 år som skole-og undervisningsskib af Kogtved Søfartsskole for J. Lauritzen og ejes stadig af rederiet. Trods navnet bærer Lilla Dan den karakteristiske røde Lauritzen farve.
Skibet drives til dagligt som charterskib og ligger i sommerhalvåret ved Admiral kaj ud for Admiral Hotel i København. Skibet kan chartres til alt fra forretningsmøder og teambuilding events til bryllupper og familie-komsammen.